# Dolmen de la Creu d'en Cobertella
El dolmen de la Creu d'en Cobertella, es troba a Roses, (Alt Empordà), declarat Bé cultural d'interès nacional en la categoria de Zona arqueològica.
Es tracta d'un sepulcre de corredor del Neolític mig, conegut des d'època medieval com a Petra Coaperta (1214) i Petra Cooperta (1233). La primera intervenció arqueològica que s'hi va fer fou l'any 1943 i la dirigiren August Panyella i Miquel Tarradell. Més tard, l'any 1957, Francesc Riuró el restaura i l'excava, localitzant les empremtes de les lloses del corredor. Està format per una cambra trapezoïdal llarga i un passadís estret.
És el monument megalític més gran de Catalunya, amb una antiguitat d'entre 3.500 i 3.000 anys aC.
El dolmen de la Creu d'en Cobertella està situat al paratge de la Casa Cremada, al terme municipal de Roses. És bastit en terreny pla però en una zona elevada, a l'extrem d'un vessant que baixa cap a la rec de la Quarantena pel cantó de ponent. El megàlit pren el nom de la masia que l'envolta, el mas de la Creu d'en Cobertella.
Es tractaria d'un sepulcre de corredor de cambra de tendència trapezoïdal fet de lloses de granit amb una avantcambra també de lloses de granit. Del corredor de lloses només en queden les ranures d'implantació a la roca mare. Del túmul artificial de tendència circular que el cobriria i del seu peristàlit de blocs ajaguts no en queden testimonis visibles. La seva entrada és orientada al sud-est. La seva cambra amida interiorment 3,90 m de llarg, per 3,20 m d'ample, per 2,45 m d'altura màxima.

## Situació
Per arribar-hi, cal seguir la carretera de Roses a Montjoi fins a començar el primer collet abans d'arribar al mas Marès. En aquest punt, on la carretera forma un tancat giravolt, un corriol que s'enlaira per l'esquerra mena a una replà de la muntanya que es troba quelcom enlairat i on està situat aquest dolmen.